# Livio Missir Mamachi de Lusignan
Livio, Chevalier Missir Reggio Mamachi de Lusignan, (Smyrne, 27 avril 1931 – Bruxelles, 16 octobre 2015), est un écrivain et historien italien

## Biographie
Il est issu d'une famille d'origine levantine prétendant descendre de Amaury II de Lusignan, roi de Chypre et de Jérusalem (1194-1205).
Il est historien de l'Empire ottoman, notamment de la Nation latine d'Orient, conférencier et linguiste.
Il fut fonctionnaire européen et a participé aux négociations d'adhésion de la Grèce. Il a dirigé l'action culturelle européenne et présidé le Centre d'information Robert Schuman de la Commission européenne.
Il fut aussi chargé de cours dans plusieurs universités d'Europe et d'Amérique en tant que spécialiste du droit des minorités, des relations Église-État et de l'Islam.
Il est le père d'Alessandro Missir, diplomate européen assassiné au Maroc avec son épouse, Ariane Lagasse de Locht en 2006.
Son autre fils, Carlo-Amedeo, est le 3e Écuyer Missir Mamachi de Lusignan depuis le 20 juillet 2014.

## Affiliations
Membre de :
- Société européenne de la culture, Venise
- Société internationale des historiens de la Méditerranée, Pérouse
- Collegio araldico (consultant), Rome.

## Publications
- Il regime giuridico degli enti ecclesiastici statunitensi, essai, Giuffrè, Milano, 1968
- Arbre généalogique de la famille Missir de Smyrne, essai, Dembla, Bruxelles, 1969 [3].
- Dix ans d'activité, essai, Dembla, Bruxelles, 1971
- Le cimetière catholique latin de Kemer (Smyrne) (1867-1967), essai, Mikrasiatikà Chronikà, Athènes, 1972
- Églises et État en Turquie et au Proche-Orient, essai, Dembla, Bruxelles, 1973
- Le mystère de soi, essai, Nouvelle Europe, Luxembourg, 1974
- Una fonte ignorata della storia ottomana : la genealogia delle famiglie latine d'Oriente e in particolare dragomannali, essai, Napoli, 1974, dans Atti del I Convegno internazionale di studi sulla Turchia preottomana e ottomana
- Appunti familiari - Smirne, mio padre, Ernesto Buonaiuti, essai, Euroeditor, Luxembourg, 1974
- Rome et les Églises d'Orient vues par un Latin d'Orient, essai, La Pensée universelle, Paris, 1976
- Le dernier mot sur l'ascendance latine d'Orient d'André Chénier : sa grand-mère Mamaky de Lusignan, essai, F. Steiner Verlag, Wiesbaden, 1977, XIX Deutscher Orientalistentag Freiburg 1975
- Introduction à l'histoire de la latinité ottomane, essai, F. Steiner Verlag, Wiesbaden, 1977
- Introduction au droit civil ecclésiastique turc, essai, Steiner, Erlangen, 1977
- Une famille de Scio, de Constantinople et de Smyrne : les Timoni, drogmans d'Angleterre, de l'Empire et de France, médecins au Sérail, négociants, écrivains et évêques, essai, Londres, 1978, 13e Congrès international de généalogie, Oxford, 1976
- Les Lusignans de Scio, de Smyrne et de Constantinople dits « Mamaky de Lusignan », histoire des Latins d'Orient, Stuttgart, 1978, actes du 12e Congrès international de généalogie, Munich 1974
- L'Europe avant l'Europe (Voyages belges en Orient-XIXe s.), essai, L. De Meyer, Bruxelles, 1979
- Introduction aux Chénier, essai, Chez l'auteur, Bruxelles, 1979, notes généalogiques et bibliographiques
- Le livre de raison de Nicorozis III de Portu (1729-1792), essai, K.M.S., Athènes, 1980
- Le statut international d'une famille de Smyrne depuis Mahmoud 1er, essai, Dembla, Bruxelles, 1981, introduction à l'histoire de la nationalité ottomane
- Les Cardona de Lusignan, histoire des Latins d'Orient, 1982, 15e Congrès international de généalogie, Madrid, 1980
- L'ascendance orientale des Chénier, essai, Cahiers Roucher-Chénier, Rennes, 1983
- Lamennais et le Proche-Orient, essai, Cahiers mennaisiens, Paris, 1984
- La chiesa latina in Oriente, essai, Collegio Araldico, Rome, 1984
- Les "Mémoires" de Georges de Chirico ou la fin d'une nation, essai, La Dryade, Virton, 1984
- Le passé et le présent pour un écrivain méditerranéen, essai, Bruxelles, 1985
- Épitaphier des grandes familles latines de Smyrne (Les pierres tombales de l'église française Saint-Polycarpe de Smyrne), essai, Chez l'auteur, Bruxelles, 1985
- The Eastern Latin Genealogies since 1453, histoire des Latins d'Orient, 1986, 16e Congrès international de généalogie, Helsinki, 1984
- L'environnement sacral chez les Latins d'Orient en Islam actuel, essai, Chez l'auteur, Bruxelles, 1986
- La condition humaine des Latins d'Orient en 1986, essai, R.S.P.I., Florence, 1986
- Archéologie et philosophie chez les Latins d'Orient aux XVIIe et XVIIIe siècles, essai, Peeters, Leuven, 1986
- Introduction à l'histoire de la médecine chez les Latins d'Orient depuis 1453, 1988
- Le principe de la répartition de travail dans l'Empire Ottoman, 1988
- "La collettività italiana di Smirne" in: Storia contemporanea, XXII, 1990
- La condition humaine chez les Latins d'Orient en 1991, 1991
- La tolérance et les nations ottomanes, 1992
- La fête chez les Latins d'Orient, 1997
- L'Europe : un exil mythique chez les Orientaux (notamment latins), 1998
- La dimension du ciel chez les Latins d'Orient, 1999
- La tradition chez les Latins d'Orient, 2000
- L'animal dans la vie, la langue, la pensée des Latins d'Orient, 2001
- La femme chez les Latins d'Orient (ill.), 2001
- L'autre, l'étranger chez les Latins d'Orient, 2002
- Les églises des Latins d'Orient en Turquie, 2003
- Familles latines de l'empire ottoman, 2004, Istanbul, Éd. Isis,  (ISBN 975-428262-5)
- La langue chez les Latins d'Orient, 2005

## Honneurs et Distinctions
- Prix La Pira, Pistoie, 1989
- Prix Europe du Pays basque, Bilbao, 1991
- Prix du Polyglotte européen, Hasselt, 1992
- Il bénéficie d'une concession de noblesse héréditaire et du titre personnel de chevalier, accordée par le roi Albert II de Belgique en 2009[1].